# Desoxiribosa
La desoxiribosa, denominada correctament en la seva forma natural D-2-desoxiribosa, és un sucre monosacàrid de cinc àtoms de carboni component de l'ADN amb fórmula empírica C₅H10O₄ i que es caracteritza per tenir com grup funcional un grup aldehid, és a dir, que és una aldopentosa. Igual que la majoria de sucres (inclosos els monosacàrids i els disacàrids), la desoxiribosa és un sòlid de color blanc, cristal·litzable, soluble en aigua i de sabor dolç.
La presència de desoxiribosa en comptes de ribosa en l'ADN és una de les diferències entre aquest i l'ARN (àcid ribonucleic).

## Història
La desoxiribosa va ser descoberta en l'any 1929 pel bioquímic rus Phoebus A. T. Levene, qui treballava en un ampli estudi sobre l'ADN. El científic va anomenar aquest compost desoxiribosa per distingir-lo de la ribosa (que ell mateix havia descobert ja en el 1909), destacant la falta d'oxigen. En realitat, ja en el 1901 Emil Hermann Fischer va sintetitzar al laboratori els dos components diferents fins aleshores desconeguts en la natura, sense atribuir-los cap utilitat. No es va aïllar de l'ADN fins al 1954.

## Estructura
Els cinc àtoms de carboni s'uneixen per formar una estructura d'anell tancada per un àtom d'oxigen, al voltant del qual se disposen els altres àtoms. La desoxiribosa es forma en aigua a partir de la forma lineal H-(C=O)-(CH₂)-(CHOH)₃-H, i pot formar qualsevol dels dos anells, ja sigui en forma furano o pirano: desoxiribofuranosa, el qual té forma cíclica pentagonal i es troba en una proporció del 25%, i la desoxiribopiranosa, que té forma hexagonal i es troba en una proporció del 75%, essent aquesta la forma predominant.

Equilibri químic de desoxiriboses en solució

La desoxiribosa és un derivat de la ribosa: és un desoxisucre, igual que la fucosa i la rammosa, els quals es caracteritzen per diferenciar-se de la ribosa per la substitució d'un grup hidroxil en un dels carbons per un hidrogen. Concretament, en la desoxiribosa s'ha substituït el grup hidroxil del C2’. Aquesta diferència amb la ribosa sembla la responsable que l'ADN sigui més flexible que l'ARN, permetin així a l'ADN adquirir forma de doble hèlix i (com és en el cas de les cèl·lules eucariotes) trobar-se molt compactat dintre del nucli de la cèl·lula.

## Importància biològica
La desoxiribosa i els derivats d'aquesta porten a terme un paper molt important en biologia, ja que participa en la formació de l'ADN, principal responsable de l'emmagatzemament de la informació genètica. La funció de la desoxiribosa en l'ADN és la formació de nucleòtids. Cada nucleòtid consta de tres parts: una base nitrogenada, el monosacàrid desoxiribosa i una resta de fosfat. Les bases nitrogenades que podem trobar en l'ADN són quatre: dos púriques, adenina (A) i guanina (G), i dos pirimidíniques, citosina (C) i timina (T) (en l'ARN en comptes de timina tenim uracil (U), a més de les altres tres bases nitrogenades). Així doncs podem trobar quatre desoxiribonucleòtids diferents, segons amb quina base es trobi enllaçat: desoxiadenosina, desoxiguanosina, desoxicitidina i desoxitimidina. La unió base-sucre és una unió N-glucosídica de la base amb la posició 1’ del sucre.
A més de diferents bases, els nucleòtids poden tenir enllaçats un, dos o tres grups fosfats, de manera que s'afegeix la terminació monofosfat, difosfat o trifosfat respectivament. La unió es dona per esterificació del grup hidroxil 5’-terminal del sucre amb l'àcid fosfòric. Un desoxiribonucleòtid típic en la síntesi d'ADN és, per exemple, el 2’-desoxitimidina trifosfat (dTTP).

Dir que la unió del sucre amb la base s'anomena nucleòsid, i que no és fins que s'afegeixen els fosfats que s'anomena nucleòtid.

## Elaboració sintètica
La composició sintètica de la desoxiribosa pot ser obtinguda en laboratori amb 1,2:5,6-di-O-isopropylidene-3-O-methylsulfonyl--D-glucose, tractat prèviament amb àcid sulfúric diluït i posteriorment amb hidròxid de sodi diluït. El procés és d'una elaboració molt complexa.